# جاناتان کارریل
جاناتان کارریل (انگلیسی: Jonathan Carril؛ زادهٔ ۲۸ فوریهٔ ۱۹۸۴) بازیکن فوتبال اهل اسپانیا است.
از باشگاه‌هایی که در آن بازی کرده‌است می‌توان به باشگاه فوتبال اتلتیکو مادرید، باشگاه فوتبال بارسلونا، باشگاه ورزشی کیتچی، باشگاه فوتبال دپورتیوو لاکرونیا، و باشگاه فوتبال اتلتیکو مادرید بی اشاره کرد.